# Damiatte
Damiatte é uma comuna francesa na região administrativa da Occitânia, no departamento de Tarn. Estende-se por uma área de 31.78 km², e possui 1.026 habitantes, segundo o censo de 2018, com uma densidade de 32 hab/km².